# Stanley Nsoki
Stanley Pierre Nsoki (Poissy, 9 de abril de 1999) é um jogador de futebol profissional francês de ascendência congolesa que atua como zagueiro. Atualmente joga no Union Berlin, emprestado pelo Hoffenheim.

## Carreira
Nsoki se desenvolveu na academia do Paris Saint-Germain. Ele fez sua estreia na Ligue 1 em 20 de dezembro de 2017, em uma partida contra o Caen, substituindo Marquinhos aos 65 minutos da vitória em casa por 3–1.
Em 31 de agosto de 2019, Nsoki se transferiu ao Nice pelo valor de 12,5 milhões de euros. Um dia depois, estreou pelo clube da Costa Azul na vitória fora de casa sobre o Rennes por 2–1.
Nsoki foi contratado pelo então campeão belga Club Brugge em 24 de julho de 2021. Ele fez sua estreia pelo clube em 1 de agosto do mesmo ano, em uma vitória por 1–0 sobre o Union Saint-Gilloise.
Em 4 de agosto de 2022, Nsoki assinou com o Hoffenheim, time da Alemanha. Estreou pelo clube alemão dois dias depois, na derrota fora de casa para o Borussia Mönchengladbach por 3–1. Em 11 de fevereiro de 2023, Nsoki marcou seu primeiro gol pelo Hoffenheim, na derrota para o Bayer Leverkusen em casa, também por 3–1.

## Títulos
Paris Saint-Germain
- Ligue 1: 2017–18, 2018–19[11]
- Copa da França: 2017–18
- Copa da Liga Francesa: 2017–18
- Supercopa da França: 2018, 2019

Club Brugge
- Campeonato Belga: 2021–22
- Supercopa da Bélgica: 2022